# Thermuthis Corona
Thermuthis Corona est une corona, formation géologique en forme de couronne, située sur la planète Vénus par -8° S et 33° E. Elle est localisée dans le quadrangle de Scarpellini. Elle a été nommée en référence à Thermuthis, déesse égyptienne de la moisson et de la fertilité. 

## Géographie et géologie
Thermuthis Corona couvre une surface circulaire d'environ 330 km de diamètre. 